# Quận Rowan, North Carolina
Quận Rowan là một quận nằm ở tiểu bang Bắc Carolina. Năm 2000, dân số quận này là 130.340 người. Quận lỵ đóng ở Salisbury6.
Quận được lập ngày năm 1753 từ phần phía bắc  của quận Anson.  Quận đã được đặt tên theo Matthew Rowan, quyền thống đốc bang Bắc Carolina từ năm 1753 đến 1754,

## Địa lý
Theo Cục điều tra dân số Hoa Kỳ, quận có tổng diện tích 524 square miles (1.357 km²), trong đó, 511 dặm Anh vuông (1.324 km²) là diện tích đất và 13 dặm Anh vuông (32 km²) trong tổng diện tích (2,40%) là diện tích mặt nước.

### Các quận giáp ranh
- Quận Davie, Bắc Carolina - Bắc
- Quận Davidson, Bắc Carolina - Đông bắc
- Quận Stanly, Bắc Carolina - Đông nam
- Quận Cabarrus, Bắc Carolina - Nam
- Quận Iredell, Bắc Carolina - Tây

## Thông tin nhân khẩu
Theo cuộc điều tra dân số2 tiến hành năm 2000, quận này có dân số 130.340 người, 49.940 hộ, và 35.507 gia đình sinh sống ở quận.  Mật độ dân số là 255 người trên mỗi dặm Anh vuông (98/km²). Đã có 53,980 đơn vị nhà ở với một mật độ bình quân là 106 trên mỗi dặm Anh vuông (41/km²).  Cơ cấu chủng tộc của dân cư sinh sống tại quận này gồm 80,02% người da trắng, 15,78% người da đen hoặc người Mỹ gốc Phi, 0,33% người thổ dân châu Mỹ, 0,85% người gốc châu Á, 0,03% người các đảo Thái Bình Dương, 2,00% từ các chủng tộc khác, và 1,00% từ hai hay nhiều chủng tộc.  4,12% dân số là người Hispanic hoặc người Latin thuộc bất cứ chủng tộc nào.
Có 49,940 hộ trong đó có 32,40% có con cái dưới tuổi 18 sống chung với họ, 54,80% là những cặp kết hôn sinh sống với nhau, 11,90% had a female householder with no husband present, và 28,90% là không gia đình. 24,70% trong tất cả các hộ gồm các cá nhân và 10,20% có người sinh sống một mình và có độ tuổi 65 tuổi hay già hơn.  Quy mô trung bình của hộ là 2,52 còn quy mô trung bình của gia đình là 2,98,
Phân bố độ tuổi của cư dân sinh sống trong huyện là 24,70% dưới độ tuổi 18, 9,10% từ 18 đến 24, 29,80% từ 25 đến 44, 22,50% từ 45 đến 64, và 14,00% người có độ tuổi 65 tuổi hay già hơn.  Độ tuổi trung bình là 36 tuổi. Cứ mỗi 100 nữ giới thì có 97,60 nam giới. Cứ mỗi 100 nữ giới có độ tuổi 18 và lớn hơn thì, có 95,30 nam giới.
Thu nhập bình quân hộ là 37.494 đô la Mỹ, và thu nhập bình quân của một gia đình ở quận này là $44.242, Nam giới có thu nhập bình quân $31,626 so với mức thu nhập $23.437 đối với nữ giới. Thu nhập bình quân đầu người của quận là $18.071, Khoảng 8,10% gia đình và 10,60% dân số sống dưới ngưỡng nghèo, bao gồm 13,70% những người có độ tuổi 18 và 11,40% là những người 65 tuổi hoặc già hơn.

## Thành phố và thị trấn
- China Grove
- Cleveland
- East Spencer
- Enochville
- Faith
- Granite Quarry
- Kannapolis
- Landis
- Rockwell
- Salisbury
- Spencer

### Các thị trấn
Quận được chia thành 14 xã: Atwell, China Grove, Cleveland, Franklin, Gold Hill, Litaker, Locke, Morgan, Mount Ulla, Providence, Salisbury, Scotch Irish, Steele, và Unity.